# Allan Eriksson
Allan Eriksson (ur. 21 marca 1894 w Grängesberg, zm. 20 lutego 1963) – szwedzki lekkoatleta.

## Kariera
Na Letnich Igrzyskach Olimpijskich 1920 zajął 6. miejsce w konkursie rzutu dyskiem.